# Програмна музика
Програмна музика — інструментальна музика, написана на певну тему (сюжет), викладену в словесній, часто поетичній, програмі. Відома з давніх часів. Розвиток її в XIX столітті пов'язаний з романтизмом, що обстоював принцип оновлення музики шляхом її поєднання з поезією. Програма може бути оригінальною — «Прощальна симфонія» Гайдна, «Партизанські картини» Штогаренка, або ґрунтуватись на літературному чи мистецькому творі — симфонічна фантазія «Франческа да Ріміні» Чайковського на сюжет з «Божественної комедії» Данте, симфонічна поема «Лілея» Г. Майбороди на сюжет однойменної балади Шевченка, симфонічна картина «Запорожці» Р. М. Глієра за картиною Рєпіна.
Програмним змістом можуть бути історичні події, образи героїв, картини природи, народні казки, легенди тощо; часом він розкривається у назві — «Ніч у Мадриді» Глінки, «Картинки з виставки» Мусоргського, а в циклічному творі — в назвах окремих частин. Іноді композитор дає змогу слухачеві самому побудувати програмну концепцію відповідно до загального настрою твору — 6-а «Патетична» симфонія Чайковського, «Святкова увертюра» Борисова. Типовим зразком програмної музики є симфонічна поема, якій властива сюжетно-драматична побудова наприклад симфонічні поеми Ф. Ліста. Твори програмної музики пишуть у різноманітних музичних формах: від великих циклічних — до мініатюр. Окремі програмні номери є у великих музично-драматичних творах, наприклад «Полтавський бій» в опері «Мазепа» Чайковського.